# Pristomerus armatus
Pristomerus armatus är en stekelart som först beskrevs av Lucas 1849.  Pristomerus armatus ingår i släktet Pristomerus och familjen brokparasitsteklar. Arten är reproducerande i Sverige. Inga underarter finns listade i Catalogue of Life.